# Enzo Ebosse
Enzo Ebosse, né le 11 mars 1999 à Amiens (Somme), est un footballeur international camerounais qui évolue au poste de défenseur central ou d'arrière gauche à l'Hellas Verona, en prêt de l'Udinese Calcio.

## Biographie

### En club
De 13 à 15 ans, il est pensionnaire du Pôle Espoirs de Liévin. 

#### RC Lens
Après avoir été formé dans sa ville natale, Enzo Ebosse quitte l'Amiens SC pour le RC Lens en 2015. L'année suivante, il participe à la finale de la Coupe Gambardella perdue face à l'AS Monaco de Kylian Mbappé.  Il va être par la suite formé par le club nordiste avant de goûter son premier match professionnel le 23 août 2016 contre le Paris FC en Coupe de la Ligue.   

#### Le Mans FC
Ne parvenant à prolonger son contrat, le 20 juin 2019, il s'engage pour 3 saisons en faveur du Mans FC, alors promu en Ligue 2.

#### Angers SCO
Après une saison convaincante en Ligue 2, il est détecté par Angers SCO avec qui il signe un bail de 3 saisons et découvrira la Ligue 1.

#### Udinese Calcio
Au cours du mercato d'été 2022, il s'engage pour 5 saisons avec l'Udinese Calcio. Le montant de la transaction est estimé à 3 M €.

### En équipe nationale
Le 10 novembre 2022, il est sélectionné par Rigobert Song pour participer à la Coupe du monde 2022.

## Statistiques
| Saison                | Club                  | Championnat           | Championnat | Championnat | Championnat | Coupe nationale | Coupe nationale | Coupe nationale | Coupe de la Ligue | Coupe de la Ligue | Coupe de la Ligue | Cameroun | Cameroun | Cameroun | Total | Total | Total |
| Saison                | Club                  | Division              | M.          | B.          | P.d.        | M.              | B.              | P.d.            | M.                | B.                | P.d.              | M.       | B.       | P.d.     | M.    | B.    | P.d.  |
| 2016-2017             | RC Lens               | Ligue 2               | -           | -           | -           | -               | -               | -               | 1                 | 0                 | 0                 | -        | -        | -        | 1     | 0     | 0     |
| 2017-2018             | RC Lens               | Ligue 2               | 1           | 0           | 0           | 1               | 0               | 0               | 1                 | 0                 | 0                 | -        | -        | -        | 3     | 0     | 0     |
| 2018-2019             | RC Lens               | Ligue 2               | 1           | 0           | 0           | 1               | 0               | 0               | -                 | -                 | -                 | -        | -        | -        | 2     | 0     | 0     |
| Sous-total            | Sous-total            | Sous-total            | 60          | 2           | 5           | 2               | 0               | 0               | 2                 | 0                 | 0                 | -        | -        | -        | 64    | 2     | 5     |
| 2019-2020             | Le Mans FC            | Ligue 2               | 16          | 0           | 2           | -               | -               | -               | 2                 | 0                 | 0                 | -        | -        | -        | 18    | 0     | 2     |
| Sous-total            | Sous-total            | Sous-total            | 16          | 0           | 2           | 0               | 0               | 0               | 2                 | 0                 | 0                 | -        | -        | -        | 18    | 0     | 2     |
| 2020-2021             | Angers SCO            | Ligue 1               | 6           | 0           | 0           | -               | -               | -               | -                 | -                 | -                 | -        | -        | -        | 6     | 0     | 0     |
| 2021-2022             | Angers SCO            | Ligue 1               | 27          | 0           | 0           | 1               | 0               | 0               | -                 | -                 | -                 | -        | -        | -        | 28    | 0     | 0     |
| Sous-total            | Sous-total            | Sous-total            | 33          | 0           | 0           | 1               | 0               | 0               | 0                 | 0                 | 0                 | -        | -        | -        | 34    | 0     | 0     |
| 2022-2023             | Udinese Calcio        | Serie A               | 20          | 0           | 0           | 2               | 0               | 0               | -                 | -                 | -                 | 3        | 0        | 0        | 25    | 0     | 0     |
| 2023-2024             | Udinese Calcio        | Serie A               | 1           | 0           | 0           | -               | -               | -               | -                 | -                 | -                 | -        | -        | -        | 1     | 0     | 0     |
| 2024-2025             | Udinese Calcio        | Serie A               | 1           | 0           | 0           | 1               | 0               | 0               | -                 | -                 | -                 | -        | -        | -        | 2     | 0     | 0     |
| Sous-total            | Sous-total            | Sous-total            | 22          | 0           | 0           | 3               | 0               | 0               | 0                 | 0                 | 0                 | 3        | 0        | 0        | 28    | 0     | 0     |
| Total sur la carrière | Total sur la carrière | Total sur la carrière | 73          | 0           | 2           | 6               | 0               | 0               | 0                 | 0                 | 0                 | 3        | 0        | 0        | 82    | 0     | 2     |